# Kleanthis Vikelidis
Kleanthis Vikelidis (griechisch Κλεάνθης Βικελίδης; * 15. September 1915 in Thessaloniki; † 4. November 1988 ebenda) war ein griechischer Fußballspieler und späterer -trainer, der seine aktive Karriere lediglich bei Aris Thessaloniki verbrachte und dort zwei Meisterschaften gewann. Darüber hinaus war er Mitglied der griechischen Nationalmannschaft. Aufgrund seines Körperbaus erhielt er den Spitznamen Mazedonischer Tank. Verbunden mit seiner langjährigen Tätigkeit für Aris wurde das Kleanthis-Vikelidis-Stadion im Jahr 2004 nach ihm umbenannt.

## Karriere

### Verein
Kleanthis Vikelidis war der Jüngste von drei Brüdern. Seine beiden Brüder Kostas und Nikiforos waren ebenfalls beide für Aris Thessaloniki tätig, Kostas trainierte die Mannschaft von 1933 bis 1940 während Kleanthis zu der Zeit noch als Spieler aktiv war. Seine Schwestern spielten im Volleyballteam von Aris. Mit Aris Thessaloniki wurde Vikelidis als Spieler zweimal Meister und zwar in den Jahren 1931/32 und 1945/46, sowie Stadtmeister von Thessaloniki 1934, 1938, 1946 und 1949. In seiner gesamten Karriere traf er in 121 Spielen insgesamt 62-mal das gegnerische Tor, dazu kommen zehn Tore in zehn Pokalspielen dazu.

### Nationalmannschaft
Vikelidis debütierte am 17. Mai 1936 für die griechische Fußballnationalmannschaft in Bukarest bei einer 2:5-Niederlage gegen Rumänien im Rahmen des Balkan Cups 1936. Nach einigen weiteren Länderspieleinsätzen und -toren verabschiedete er sich am 23. April 1948 bei der Nationalmannschaft mit einer 1:3-Niederlage gegen die Türkei, wo er die Mannschaft als Kapitän anführte und den einzigen griechischen Treffer des Spiels erzielte. Im Zeitraum von 1936 bis 1948 absolvierte er sieben Länderspiele und erzielte dabei vier Treffer.

### Trainer
Auch als Trainer blieb Kleanthis Vikelidis seinem Verein treu und leitete die Geschicke der Mannschaft insgesamt viermal (1953–1955, 1957, 1958–1959, 1961). Darüber hinaus trainierte er im Jahr 1957 kurz den Lokalrivalen PAOK Thessaloniki sowie im Jahr 1961 Apollon Kalamarias. Als Trainer gelang ihm jedoch kein Titelgewinn mehr.

## Tod
Vikelidis verstarb am 4. November 1988 an den Folgen eines Treppensturzes in seinem Haus in Thessaloniki im Alter von 73 Jahren.

## Titel und Erfolge
- griechischer Meister (2): 1931/32 & 1945/46
- Thessaloniki-Stadtmeisterschaft (4): 1934, 1938, 1946 & 1949